# Art contemporani
Art contemporani és una expressió que s'empra normalment per designar les obres d'art creades a partir de 1960.
Sense perdre el seu caràcter històric, revesteix un caràcter estètic. Aquest caràcter es fa polèmic, ja que els crítics no disposen de la perspectiva que aporta el temps per analitzar les obres com un historiador de l'art.

## El terme
Normalment s'utilitza per referir-se a les pràctiques artístiques i obres produïdes a partir de la dècada dels seixanta del segle XX i fins als nostres dies. Les raons són que és el moment en què es comença a buscar una alternativa a la categoria "art modern" (que englobaria els moviments artístics des de l'impressionisme fins a l'expressionisme abstracte) i també quan els moviments artístics deixen de ser fàcilment classificables. Però també és comú parlar d'art contemporani en referència a l'art produït després de la segona Guerra Mundial, que suposa un tall entre les primeres avantguardes i les formes d'art posteriors. És possible també retrocedir-ne l'abast fins a principis del segle XX quan les avantguardes artístiques posen en crisi els pilars tradicionals de la representació visual, l'academicisme i les fronteres entre "l'art i la vida". Iniciat el segle XXI és possible utilitzar la categoria cronològica "art del segle XX" per referir-se a tot aquest període i deixar "art contemporani" per al que s'ha produït o s'està produint en la darrera dècada.
Hi ha altres termes que s'utilitzen, almenys parcialment o segons el context, com a sinònims. És el cas d'art actual per l'art que s'està fent en els temps que vivim. També art modern va tenir aquest sentit inicialment, tot i que a posteriori, especialment des de la crítica postmoderna, se li ha donat una càrrega ideològica, vinculada al programa del moviment modern. El terme art emergent s'ha utilitzat per qualificar, dins l'art actual, les formes artístiques que es diferencien de corrents ja establerts o el treball d'artistes joves o desconeguts en el panorama artístic.

## Museus

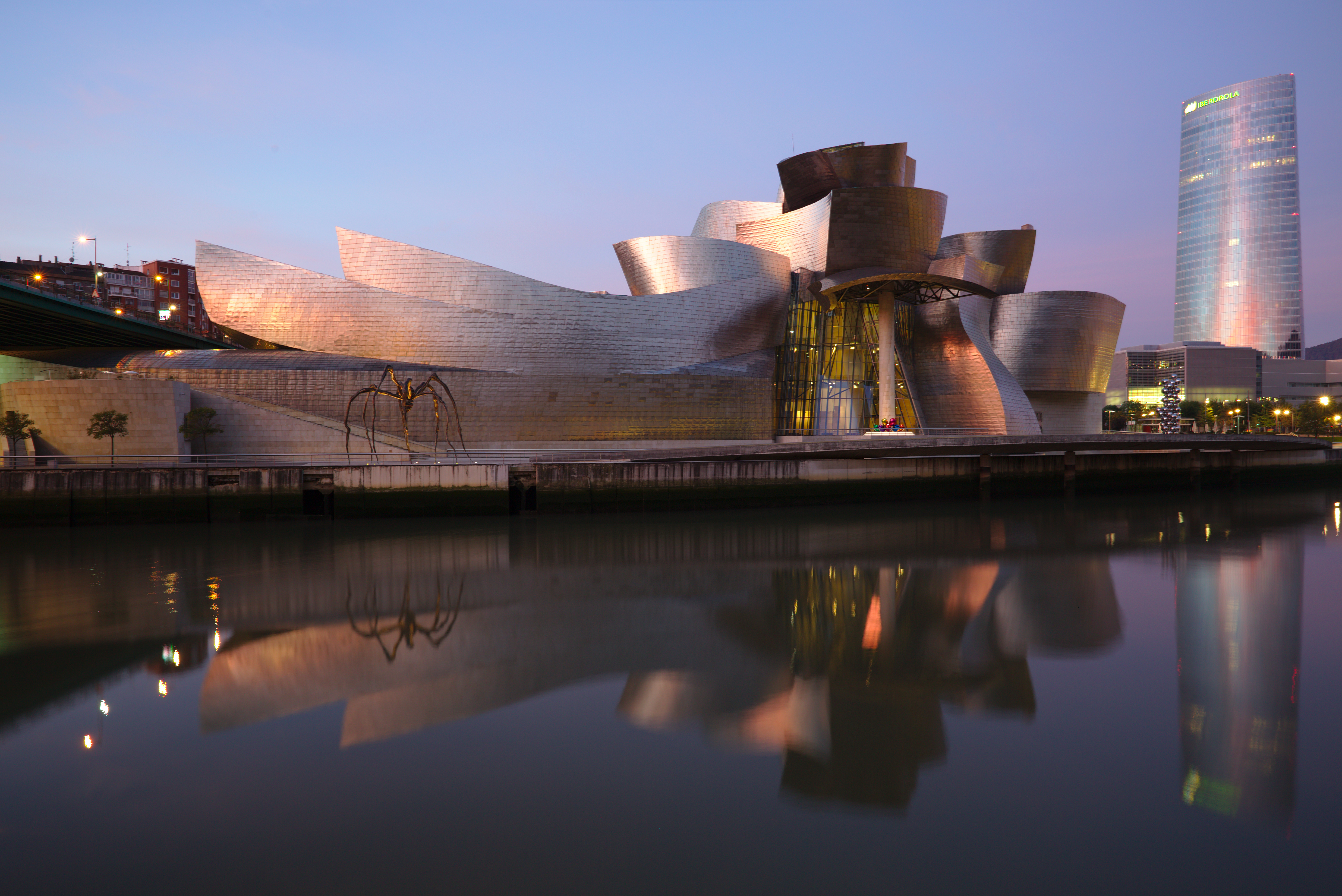
El Museu Guggenheim de Bilbao és una institució dedicada a exposar art contemporani i una icona de l'arquitectura actual (Frank Gehry, 1997).

Els centres o museus d'art contemporani són institucions orientades a donar a conèixer i preservar la producció artística del seu temps i de les dècades just anteriors. Cada institució posa el seu límit cap endarrere en el temps, quan són museus públics sol venir determinat per un altre museu "d'art modern" que el complementa. Pel que fa a la preservació els museus d'art contemporani creen les seves col·leccions a partir de l'adquisició d'obra actual. Pel que fa a la difusió el museu actua com un agent cultural que pot promoure el coneixement, el debat i també el foment de la producció.

## Història
La història de l'art contemporani és una disciplina relativament jove i la importància que hi tenen les exposicions s'ha considerat secundària fins a dates molt recents. Ha estat la inflació del comissariat, la professió que s'encarrega precisament d'inventar exposicions, el que ha provocat, des de la investigació disciplinària, un augment de l'interès per descobrir, arxivar i difondre la forma com aquestes exposicions s'han materialitzat al llarg de la història recent de la pràctica expositiva. Una de les tasques bàsiques del present, mentre encara disposem d'una memòria oral de les exposicions, consisteix a recuperar els contextos de les sales on es van produir mostres avui històriques, a més de reflexionar sobre els diversos enfocaments amb què van construir la narrativa de les seves programacions i entendre els modes específics de muntatge de cada moment, les maneres d'incorporar els gustos i les modes que han anat adquirint, les estratègies de presentació pública i els models de comunicació amb els seus públics.

### Fenòmens pictòrics

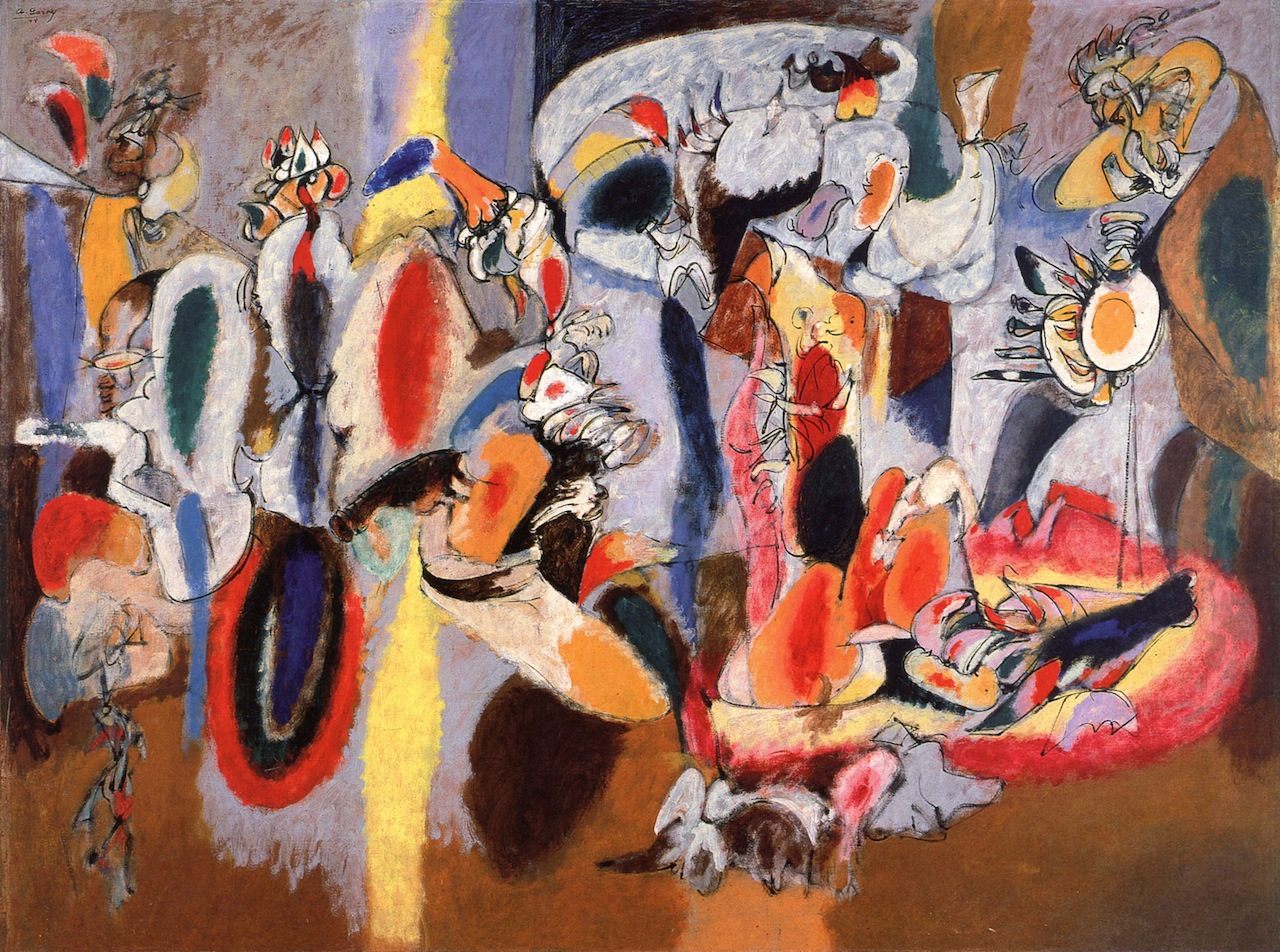
Arshile Gorky, The Liver is the Cock's Comb (1944), oli sobre tela, 731/4 × 98" (186 × 249 cm), exposat al Buffalo AKG Art Museum a Buffalo. Gorky era un pintor estatunidenc nascut a Armènia que va tenir una gran influència en l'expressionisme abstracte. De Kooning va dir: «Havia conegut molts artistes — però llavors vaig conèixer Gorky… Tenia un do extraordinari per encertar-la; extraordinari. Així que de seguida m'hi vaig enganxar i ens hem fet bons amics.»

La història de la pintura de les darreres dècades és la història de l'expansió del seu camp: l'àmbit pictòric, com a espai fonamental de desenvolupament de l'art en la tradició occidental, que havia cobert les expectatives representacionals de la societat almenys durant cinc segles, es va convertir en un crític d'allò més útil de la seva pròpia hegemonia.
Els anys setanta van assistir a la transició des de la pintura pura, d'arrel abstracta, fins a la recuperació de llenguatges personals, derivats d'estratègies surrealistes, informalistes o fins i tot naïfs, que van constituir un brou de cultiu per al retorn de l'autoria forta amb els neoexpressionismes dels vuitanta. Aquestes tendències, anomenades transvanguardismes, van recuperar la capacitat de la pintura per transmetre emotivitat i la figura del pintor com a creador intuïtiu i salvatge, capaç de copsar el món en els límits de la tela.
Alhora, en paral·lel i com a resposta a les crítiques a la pintura com a tradició i conservadorisme, van sorgir vies d'investigació on la pintura es va convertir en instal·lació i en una eina útil per analitzar l'espai d'exposició a través d'exercicis de plàstica mural, de ritme o com a mera vocació formal. A partir de mitjan anys vuitanta, les noves teories de la visualitat i la definició crítica de la perspectiva com un règim escòpic sorgit de la convenció, van provocar una traducció de l'àmbit pictòric als nous mitjans tecnològics disponibles en aquell moment: el cinema,
la fotografia i els nous processos informàtics van absorbir-ne el llenguatge per donar peu a noves fenomenologies de la pintura encara en expansió.

### Objectes escultòrics
El minimalisme va fer seves les teories fenomenològiques de la percepció, que van permetre comprendre els cossos, fets amb el mateix teixit del món, com una caixa de ressonància: l'escultura era un element d'interpretació de la realitat que s'activava amb la presència física de l'espectador a la sala d'exposicions, de manera que es tornava indissociable del seu context espacial. Al llarg dels anys setanta, això va dur a experiències escultòriques singulars en l'espai públic i el paisatge. A Catalunya, la reflexió sobre els objectes iniciada pel conceptualisme, la retirada del mercat i del valor d'ús que propiciaven els desplaçaments iniciats amb el ready-made duchampià i les formes visuals de la poesia avantguardista del moment van conduir a una intensitat objectual singular en la pràctica artística. L'expansió natural d'aquestes actituds als anys vuitanta va passar per la visibilització dels processos de treball i la utilització atenta de nous materials, fet que va donar lloc al que es va anomenar nova escultura catalana, paral·lela a la nova escultura britànica o a la recuperació de la tradició constructivista i oteiziana al País Basc. Als anys noranta, a través de José Luis Brea, el qüestionament de la representació com a aspecte central en la teoria de l'art a l'Estat espanyol va propiciar actituds crítiques amb l'objecte i amb l'espectador com a lector més enllà del minimalisme: els objectes escultòrics esdevenien indicis d'un cerimonial parateatral en què l'escena esperada no tenia mai lloc, fet que permetia que l'art parlés repetidament de si mateix.
L'expansió de l'escultura fins a esdevenir part del món a través de la instal·lació i les pràctiques efímeres va tenir com a conseqüència l'ús del cos viu de l'artista com a eina de treball. Ara ja no es tractava del cos com a suport de l'art, sinó com a vehicle de transmissió de la pràctica artística en si mateixa. Els gèneres constituïts per la performance, el happening i el body art van fer eclosió al llarg dels vuitanta i els noranta com a pràctiques habituals assumides per les institucions artístiques. La via més personal de l'art, actualitzada a partir de la reivindicació d'una autoria forta en la producció artística que es va produir als anys vuitanta, va tenir en la instal·lació la forma més productiva de mostrar com es podien trencar les fronteres entre l'àmbit públic i el privat a partir de la generació de vincles emocionals amb els espectadors potencials. Alhora, els feminismes i, més endavant, la teoria queer van recollir les posicions filosòfiques crítiques amb la identitat per donar pas a una consciència de la subjectivitat com a fenomen contingent en contínua construcció. La crítica a les convencions identitàries de gènere, o a la pertinença a un lloc i una classe social, van fer del cos representat un espai productiu per a la desconstrucció de les visions hegemòniques i naturalitzades del cos social. Amb la crisi de la sida va sorgir un motiu fonamental de reflexió: la malaltia va esdevenir una metàfora d'un camp social més gran que es convertia, precisament per la urgència davant la mort i el dol posterior, en el camp de batalla necessari enfront dels convencionalismes socials.

### Processos i esdeveniments

Grafit de Banksy en el mur de Cisjordània que mostra Gandhi.

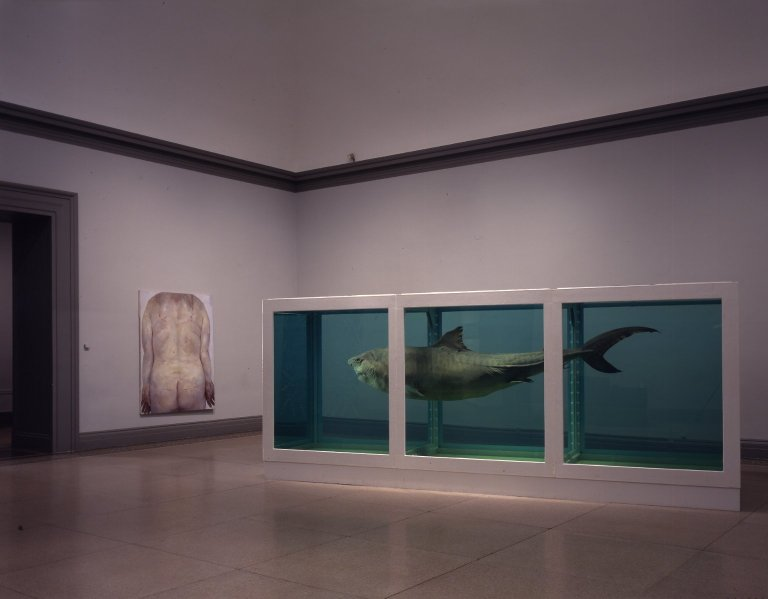
Obra de Damien Hirst consistent en un tauró en formaldehid

Alhora que, al llarg dels anys setanta i vuitanta, les modes intel·lectuals empenyien la filosofia de l'art a obrir les seves
vies de treball i els seus modes d'implicació en la realitat social, els formats expositius també es van renovar per tal de centrar les seves estratègies ja no en les obres artístiques finals, sinó en la visibilitat dels seus propis processos
de producció. Les exposicions van adoptar fórmules i aparences que abans es reservaven a la privacitat del taller de l'artista,
o reproduïen processos naturals entròpics de degradació o desenvolupament observables en els ecosistemes del món natural.
Amb la influència dels processos propis del laboratori científic, però també de les anàlisis de mitjans com el cinematogràfic, les obres es convertien en si mateixes en el registre del seu propi esdevenir. Al llarg dels anys vuitanta i noranta, les programacions institucionals absorbeixen aquesta expansió de les arts cap a qualsevol altre fenomen cultural i incorporatiu com a esdeveniments pràctiques relacionades amb la dansa, el teatre o fins i tot la conferència acadèmica, en una exigència envers el seu públic que va fomentar noves formes de participació. Finalment, dins d'aquesta nova concepció de l'artista com un treballador especialitzat més dins el camp laboral, la producció adopta maneres pròpies de la fàbrica o l'oficina, amb la qual cosa mostra sense complexos la seva pertinença a l'esfera social del treball en general.

### Cultura popular

Llaunes de sopa Campbell's dissenyades per Warhol l'any 1962

Als anys seixanta i setanta va sorgir el fenomen que avui s'anomena crítica de la modernitat: els artistes i teòrics de l'art
van començar a reflexionar sobre la tradició de l'avantguarda i les seves formes d'actualització. Una de les vies de treball fonamentals va consistir en la recuperació d'oficis i metodologies artesanals des de premisses conceptuals. En una reivindicació de l'àmbit local, servien com a vehicles d'una nova manera d'entendre la tradició ja no com una cosa donada, sinó
com un fenomen susceptible de ser contínuament reinventat des dels seus propis fonaments. Això es va traduir en la consciència que les tècniques artístiques, com en el cas de les dones artistes amb el treball tèxtil, eren també, en si mateixes, un vehicle de contingut. Als anys vuitanta es va produir l'erupció de la postmodernitat, en què les qüestions relatives al
gust i a la moda van tenir un lloc fonamental, de manera que es va obrir el repertori de tonalitats de l'exposició al joc i a l'aspecte lúdic com un nou espai de participació per als seus públics. Als anys noranta, les eines que van aportar els estudis culturals, amb les seves metodologies crítiques d'anàlisi dels mitjans i de la construcció en el cinema i la literatura de relats a partir de codis o marcs de convenció establerts, van transformar les pràctiques artístiques. La consciència moral de fins a quin punt, en l'art, el treball és un treball representacional i, per tant, amb influència sobre la realitat i sobre les
identificacions o rebutjos per part del públic potencial, va permetre posar de manifest les formes amb què aquestes convencions construeixen els seus espectadors.

### Cronologia
| - Expressionisme abstracte - Color field - Art digital - Art & Language - Art conceptual - Fluxus - Happening - Videoart - Hard edge - Abstracció lírica - Art minimalista - Neodadaisme - Escola de Nova York - Nou realisme - Art òptic - Acció artística - Art pop - Postminimalisme | - Art pobre - Art ASCII - Bad painting - Art corporal - Llibre d'artista - Transvanguardisme - Art feminista - Instal·lació - Art natura - Escola de Washington - Fotorrealisme - Postminimalisme - Art procesual - Funk art | - Apropiacionisme - Culture jamming - Demoscene - Art electrònic - Lliure figuració - Grafit - Mail art - Art postmodern - Art Neo-conceptual - Art sonor - Neoexpressionisme - Neo-pop - Art transgressiu - Videoinstal·lació - Crítica Institucional | - Bioart - Cyberart - Realisme cínic - Art digital - Data art - Net.art - Massurrealisme - Maximalisme - Nova escola de Leipzig - Art de nous mitjans - Software art - Nova pintura europea - Young British Artists | - Art relacional - Arts vives - Art de carrer - Stuckism - Superflat - Videogame art - VJ art - Art virtual - Immagine & poesia - Nou Informalisme | - Art résilience |